# 보하이 해협

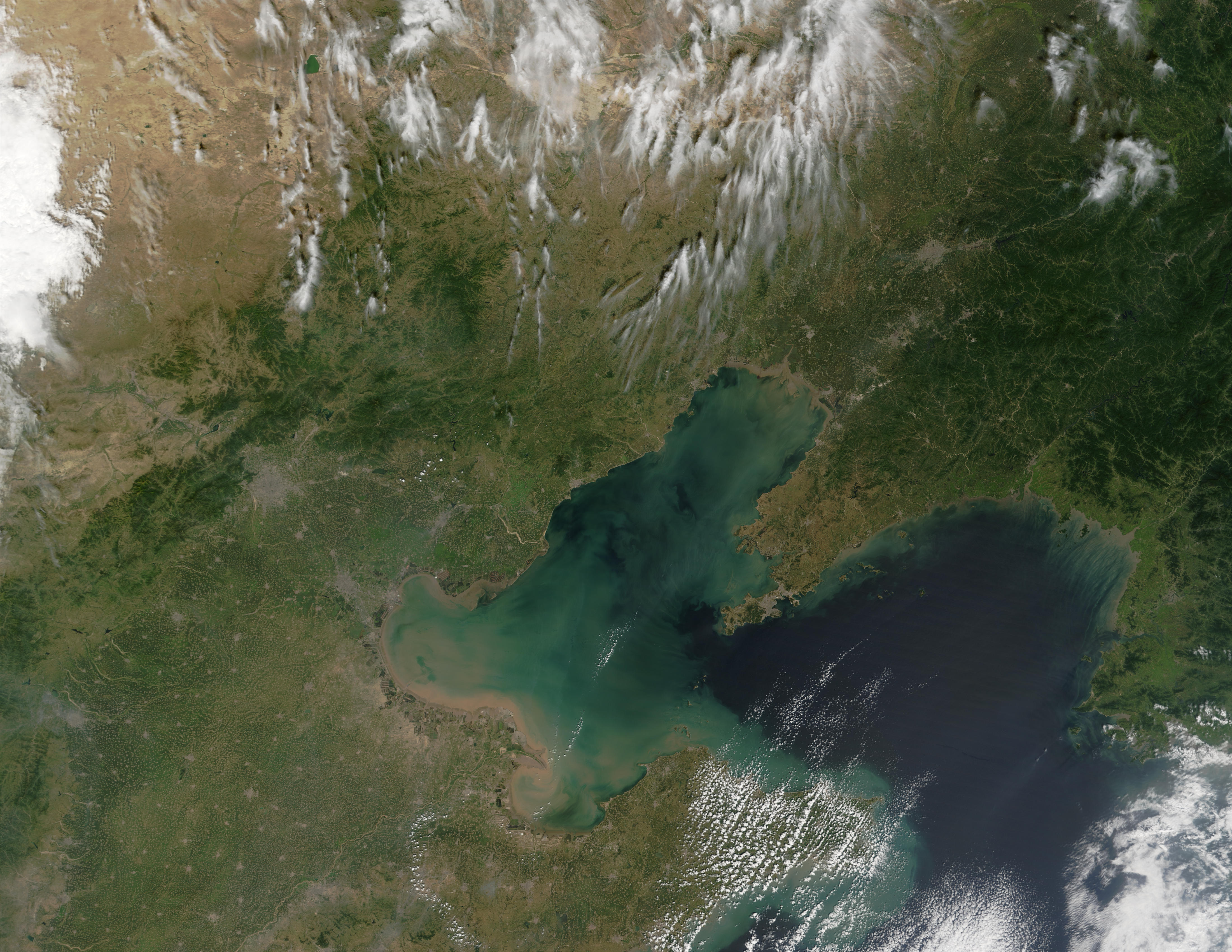
보하이 해협

보하이 해협(중국어: 渤海海峡)은 산둥반도와 랴오둥반도 사이의 해협으로 황해와 보하이해(발해)를 잇는다.
해협 중간에 먀오다오 군도가 있다.